# Concatedral de Fossombrone

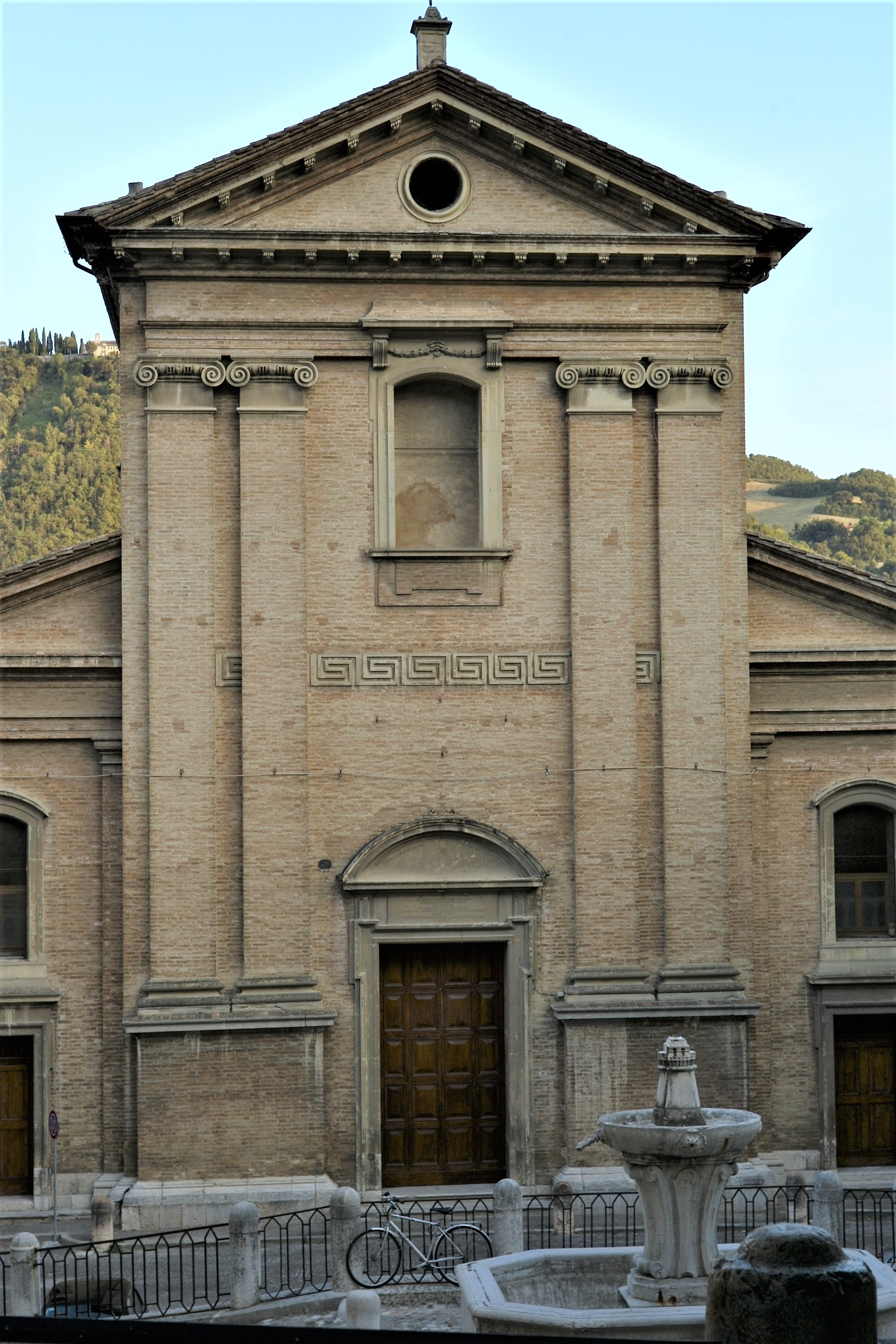
Fachada principal.

La concatedral de Fossombrone (en italiano: Concattedrale di Fossombrone) o concatedral de los Santos Aldebrando, Agostino y Maurenzio (en italiano: concattedrale dei Santi Aldebrando, Agostino e Maurenzio) es un edificio religioso católico dedicado a san Aldebrando de Fossombrone y san Agustín de Hipona ubicada en la Piazza Mazzini al final de Corso Garibaldi en el centro de la ciudad de Fossombrone en la provincia de Pesaro y Urbino en la región de Marcas, Italia. Antigua catedral de la Diócesis de Fossombrone, desde 1986 es concatedral de la Diócesis de Fano-Fossombrone-Cagli-Pergola.

## Historia
El emplazamiento de la iglesia perteneció antiguamente a una abadía benedictina. Entre 1776 y 1784 la iglesia fue completamente reconstruida en estilo neoclásico, a excepción del campanario del siglo XV, por el arquitecto Cosimo Morelli. Tiene una fachada central alta con columnas monumentales que sostienen un tímpano triangular. El interior contiene tres naves con altares policromados, de mármol y escayola, diseñados por Nicola Vici. Los retablos representan: la Madonna con Bambino ed i Santi Francesco e Giuseppe y la Madonna col Bambino e Sant'Anna de Giovanni Francesco Guerrieri; así como una Madonna col Bambino e Sant'Anna che appaiono a Sant'Aldebrando de Claudio Ridolfi. Los nichos interiores tienen bajorrelieves con imágenes de la Virgen con el Niño y los santos Aldebrando, Pedro, Pablo y Blas. El órgano fue construido en 1785 por Gaetano Callido y restaurado en 1996-1997.
En la primera capilla de la izquierda hay un fresco del siglo XIV de la Madonna della provvidenza de Guiduccio Palmerucci. En la segunda capilla de la izquierda hay una cerámica que representa a Santa María Goretti (1955) de Angelo Biancini, quien también realizó las catorce placas cerámicas del Vía crucis a lo largo de la nave.
Cerca del ábside se encuentra la Capilla de la Virgen del Rosario (cappella Passionei) con un altar de mármol policromado y pequeños lienzos que representan los milagros del Rosario pintados en el siglo XVIII. Esta capilla alberga el lienzo de Guerrieri que representa a la Virgen, el Niño y Santa Ana (1627). Al otro lado de la iglesia, la Capilla del Santísimo Sacramento fue diseñada y terminada en mármol y escayola por Eugenio Buffoni en el siglo XIX.
El retablo mayor representa la Santísima Trinidad, obra de un pintor desconocido del siglo XVIII. Debajo del altar, una urna contiene las reliquias de San Aldebrando, patrón de la ciudad. La sacristía posee un retablo esculpido (1480) realizado en piedra arenisca por el escultor Domenico Rosselli.